# آفریقای جنوب غربی
آفریقای جنوب غربی (آفریکانس: Suidwes-Afrika) نام کشور نامیبیا از سال ۱۹۱۵ تا ۱۹۹۰ بود، زمانی که تحت ادارهٔ آفریقای جنوبی بود.
این کشور که مستعمرهٔ آفریقای جنوب باختری آلمان از سال ۱۸۸۴–۱۹۱۵ بود، پس از شکست آلمان در جنگ جهانی اول به اتحادیه آفریقای جنوبی تبدیل شد. اگرچه این حکم توسط سازمان ملل در سال ۱۹۶۶ لغو شد، اما با وجود خلاف قانون بین‌المللی بودن، حکومت آفریقای جنوبی ادامه یافت.
این منطقه مستقیماً از سال ۱۹۱۵ تا ۱۹۷۸ توسط دولت آفریقای جنوبی اداره می‌شد، زمانی که کنفرانس قانون اساسی زمینه را برای حکومت نیمه خودمختار پی‌ریزی کرد.
در سال ۱۹۹۰ آفریقای جنوب غربی با نام نامیبیا به استقلال رسید، به استثنای والویس بی و جزایر پنگوئن، که تا سال ۱۹۹۴ تحت حاکمیت آفریقای جنوبی باقی ماندند.